# Teofil Brzozowski (zm. przed 2 czerwca 1588)
Teofil Brzozowski herbu Korab (zm. przed 2 czerwca 1588 roku) – podkomorzy bielski w latach 1569-1581, podstarości grodzki brański w latach 1553-1569.
Poseł na sejm lubelski 1569 roku z ziemi bielskiej. Podpisał akt unii lubelskiej.